# Куликов, Николай Иванович (Герой Социалистического Труда)
Николай Иванович Куликов (1915—1994) — тракторист-машинист совхоза «Майский» Пестравского района Куйбышевской области, Герой Социалистического Труда (07.12.1973).

## Биография
Родился в 1915 году в селе Перовка Николаевского уезда Самарской губернии (ныне Пестравский район Самарской области).
После окончания 4 классов сельской школы работал в хозяйстве родителей, затем вместе с ними в колхозе, после учёбы на курсах — трактористом в МТС, в том числе убирал зерновые на комбайне «Сталинец-3».
В августе 1941 года после окончания уборочных работ призван в Красную Армию по мобилизации. Участник Великой Отечественной войны, служил во взводе разведки роты управления 78-й отдельной танковой Невельской Краснознамённой бригады (3-я ударная армия), старший сержант, награждён орденами Красной Звезды (02.06.1945), Отечественной войны 2-й степени (11.03.1985) и двумя медалями «За отвагу» (13.10.1943; 29.02.1944).
После демобилизации в 1946 году вернулся на родину и продолжил работать трактористом и комбайнером сначала в МТС, а после её расформирования — в колхозе, позже реорганизованном в совхоз «Майский» (центральная усадьба — село Майское) Пестравского района.
По итогам работы в семилетке (1959—1965) и 8-й пятилетке (1966—1970) стал лучшим комбайнером в Пестравском районе по намолоту зерновых.
Указом Президиума Верховного Совета СССР от 7 декабря 1973 года за большие успехи, достигнутые во Всесоюзном социалистическом соревновании, и проявленную трудовую доблесть в выполнении принятых обязательств по увеличению производства и продажи государству зерна и других продуктов земледелия в 1973 году присвоено звание Героя Социалистического Труда.
После выхода на пенсию в течение нескольких сезонов был наставником комсомольско-молодёжного уборочного звена.
Жил в селе Майское. Умер в 1994 году.

## Награды
- Медаль «Серп и Молот» (07.12,1973);
- Орден Ленина (07.12,1973);
- Орден Отечественной войны 2 степени (11.03.1985);
- Орден Трудового Красного Знамени (08.04.1971);
- Орден Красной Звезды (02.06.1945);
- Орден «Знак Почёта» (23.06.1966);
- Медали.